# عين الكرمة (ولاية الطارف)
عين الكرمة بلدية تابعة لدائرة بوحجار بولاية الطارف الجزائرية.

## أعلام
- رابح بيطاط